# Selago barabei
Selago barabei là một loài thực vật có hoa trong họ Huyền sâm. Loài này được (Mielcarek) Hilliard miêu tả khoa học đầu tiên năm 1997.